# Aleksandr Gauk
Aleksandr Gauk   (Odessa, 3 d'agost de 1893 (Julià) - Moscou, 30 de març de 1963), nom complet amb patronímic Aleksandr Vassílievitx Gauk, rus: Алекса́ндр Васи́льевич Га́ук, fou un director d'orquestra i compositor rus i soviètic, Artista del Poble de la RSFSR (1954).

## Biografia
Va estudiar al Conservatori de Petrograd en classes de composició d'Aleksandr Glazunov, Alexander Matveevich Zhitomirsky, Vassili Kalafati, Jāzeps Vītols, Mikhaïl Txernov i direcció de Nikolai Txerepnín.
El 1917 es va convertir en el director del teatre de drama musical de Petrograd, des del 1923 fins al 1931 va treballar al Teatre d'Òpera i Ballet de Leningrad (va dirigir principalment actuacions de ballet).
Entre 1930 i 1934 va dirigir l'Orquestra Simfònica de la Filharmònica de Leningrad, i el 1936 es va convertir en el primer director titular de la recentment creada Orquestra Simfònica Acadèmica Estatal de l'URSS, que va dirigir fins al 1941. Finalment, entre 1953 i 1963, va dirigir l'Orquestra Simfònica de la Ràdio i Televisió de l'URSS.
Gauk va dur a terme activitats d'ensenyament actives; va impartir classes als conservatoris de Leningrad (1927–1933 i 1946–1948), Tbilisi (1941–1943), Moscou (1939–1963, des del 1948 - professor). Entre els seus estudiants es poden esmentar Ievgueni Mravinski, Aleksandr Mélik-Paixàiev, Konstantín Simeónov, Eduard Grikurov, Nikolai Rabinóvitx, Ievgueni Svetlànov, Guennadi Provàtorov. És autor de diverses composicions originals: simfonies, concerts per a piano i arpa i orquestra, piano i obres de cambra, orquestració d'obres de Mikhaïl Glinka (La cançó patriòtica), Piotr Ilitx Txaikovski (Les estacions) i Modest Mússorgski (l'òpera inacabada El casament).

## Creativitat
Gauk tenia un bon sentit del conjunt orquestral i les característiques de l'estil de l'obra. Sota la seva gestió, les composicions de Khatxaturian, Miaskovski, Xaporin, Xostakóvitx, Ovtxínnikov i altres compositors contemporanis (molts dels quals eren representats per primer cop) sonaven juntament amb el repertori clàssic (composicions de Händel, Bach, Berlioz). El 13 de novembre de 1945 va ser Gauck qui va dirigir la restaurada Simfonia núm. 1 de Rakhmàninov, que no havia estat interpretada durant gairebé cinquanta anys. Va actuar en gires a diferents països. El 1954 se li va atorgar el títol d'Artista del Poble de la RSFSR.
El 1975 es va publicar el llibre "Memòries, articles seleccionats, memòries dels contemporanis d'Aleksandr Gauk", rus: Мемуары, избранные статьи, воспоминания современников Александра Гаука, dedicat a la vida i obra del destacat director soviètic.